# Rheneia

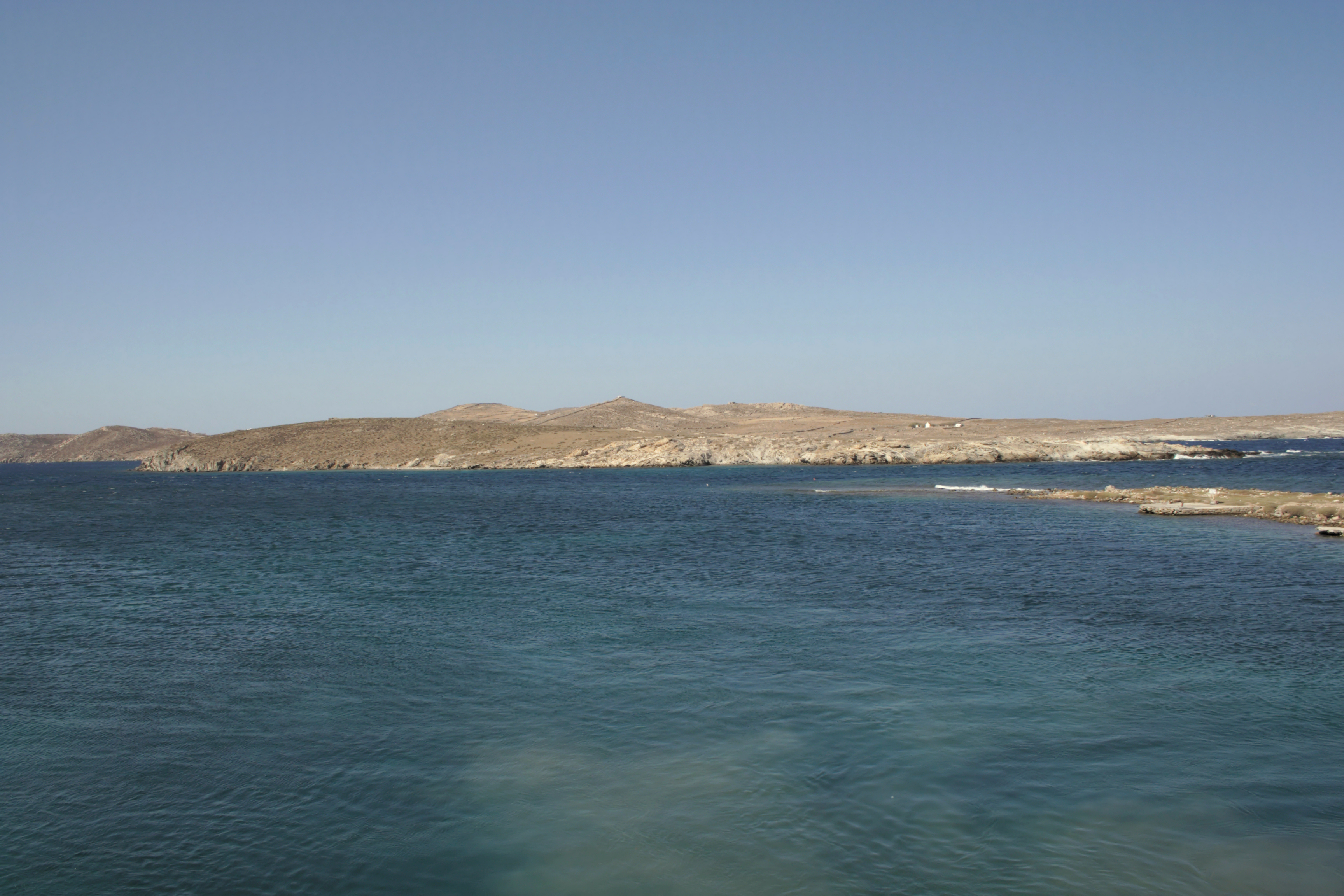

Rheneia eller Rineia (grekiska Ρήνεια) är en grekisk ö i ögruppen Kykladerna, 14 km² till ytan. Den ligger strax väster om Delos och ännu något sydväst om Mykonos, till vilken den hör administrativt. Fram till 1980-talet hade ön en liten grupp invånare, men den är numera obebodd. Under antiken lade Polykrates under sig Rheneia och helgade den åt den deliske Apollon.